# Caroline Goodall
Caroline Cruice Goodall (Londra, 13 novembre 1959) è un'attrice britannica.

## Biografia
Figlia di una madre giornalista e di un padre editore entrambi australiani, è inoltre sorella della produttrice cinematografica Victoria Goodall. Si laureò al Teatro in lingua inglese a Bristol nel 1981. 

## Vita privata
Ex moglie dell'attore Scott Hoxby, è attualmente sposata col direttore della fotografia Nicola Pecorini dal quale ha avuto due figli, Gemma e Leone.

## Filmografia

### Cinema
- Hook - Capitan Uncino (Hook), regia di Steven Spielberg (1991)
- Cliffhanger - L'ultima sfida (Cliffhanger), regia di Renny Harlin (1993)
- Schindler's List - La lista di Schindler (Schindler's List), regia di Steven Spielberg (1993)
- Rivelazioni (Disclosure), regia di Barry Levinson (1994)
- L'Albatross - Oltre la tempesta (White Squall), regia di Ridley Scott (1996)
- Pretty Princess (The Princess Diaries), regia di Garry Marshall (2001)
- Me & Mrs Jones, regia di Ed Laborde (2002)
- L'inventore di favole (Shattered Glass), regia di Billy Ray (2003)
- Amori in corsa (Chasing Liberty), regia di Andy Cadiff (2004)
- Principe azzurro cercasi (The Princess Diaries 2: Royal Engagement), regia di Garry Marshall (2004)
- Kidnapped - Il rapimento (The Chumscrubber), regia di Arie Posin (2005)
- Il re dei ladri (The Thief Lord), regia di Cornelia Funke, Richard Claus e Daniel Musgrave (2006)
- La leggenda degli animali magici (De zeven van Daran, de strijd om Pareo Rots), regia di Lourens Blok (2008)
- Dorian Gray, regia di Oliver Parker (2009)
- La fredda luce del giorno (The Cold Light of Day), di Mabrouk El Mechri (2012)
- Mental, regia di P. J. Hogan (2012)
- The Elevator: Three Minutes Can Change Your Life, regia di Massimo Coglitore (2013)
- Nymphomaniac, regia di Lars von Trier (2013)
- Third Person, regia di Paul Haggis (2013)
- The Best of Me - Il meglio di me (The Best of Me), regia di Michael Hoffman (2014)
- The Dressmaker - Il diavolo è tornato (The Dressmaker), regia di Jocelyn Moorhouse (2015)
- A spasso con Bob (A Street Cat Named Bob), regia di Roger Spottiswoode (2016)
- Hunter Killer - Caccia negli abissi (Hunter Killer), regia di Donovan Marsh (2018)
- La baia del silenzio (The Bay of Silence), regia di Paula van der Oest (2020)

### Televisione
- Carlo e Diana - Una storia d'amore (Charles & Diana: A Royal Love Story), regia di James Goldstone – film TV (1982)
- Le nebbie di Avalon (The Mists of Avalon) – miniserie TV (2001)
- L'ispettore Barnaby (Midsomer Murders) – serie TV, episodi 9x02 (2006)
- Alias – serie TV, 1 episodio (2005)
- The White Queen, regia di James Kent, Jamie Payne e Colin Teague – miniserie TV, 6 puntate (2013)
- The Crown – serie TV, 1 episodio (2016)
- The White Princess, regia di Jamie Payne e Alex Kalymnios – miniserie TV, 6 puntate (2017)
- Bulletproof – serie TV, 6 episodi (2018)
- Cold Courage – miniserie TV, 8 puntate (2020)

## Doppiatrici italiane
Nelle versioni in italiano delle opere in cui ha recitato, Caroline Goodall è stata doppiata da:
- Isabella Pasanisi in Cliffhanger - L'ultima sfida, Schindler's List - La lista di Schindler
- Alessandra Korompay in Pretty Princess, Le mie grosse grasse vacanze greche
- Paola Giannetti in The Good Wife, The Dressmaker - Il diavolo è tornato
- Antonella Giannini in The White Queen
- Stefanella Marrama in Hook - Capitan Uncino
- Rossella Izzo ne L'Albatross - Oltre la tempesta
- Deborah Ciccorelli in Kidnapped - Il rapimento
- Emanuela Rossi in Alias
- Aurora Cancian in CSI - Scena del crimine
- Elda Olivieri ne Il re dei ladri
- Roberta Paladini ne La fredda luce del giorno
- Liliana Sorrentino in Le nebbie di Avalon
- Claudia Razzi in Bulletproof